# Bambolê (telenovela)
Bambolê é uma telenovela brasileira produzida e exibida pela TV Globo de 7 de setembro de 1987 a 25 de março de 1988, em 173 capítulos. Substituiu Direito de Amar e foi substituída por Fera Radical, sendo a 34.ª "novela das seis" da emissora.
Baseada no romance Chama e Cinzas, de Carolina Nabuco, a telenovela foi escrita por Daniel Más, com colaboração de Ana Maria Moretzsohn. A direção é de Wolf Maya, também diretor geral, Atílio Riccó, Ignácio Coqueiro e Marcelo de Barreto.
Conta com Cláudio Marzo, Susana Vieira, Joana Fomm, Rubens de Falco, Myrian Rios, Paulo Castelli, Carla Marins e Sandra Bréa nos papéis principais.

## Sinopse
O bon vivant Álvaro Galhardo tem um relacionamento aberto e moderno com as filhas Ana, Yolanda e Cristina, desaprovado por sua cunhada conservadora Fausta, que planeja bons casamentos para as sobrinhas, garantindo assim um futuro tranquilo. A desavença entre ambos toma proporções maiores quando ele se apaixona pela nova moradora de um prédio em frente à sua casa, a vendedora de produtos de beleza Marta. Desquitada, ela é mãe de Murilo, do primeiro casamento, e Tavinho, da relação desgastada com Antenor.
Paralelamente, Ana se apaixona pelo tenente da Marinha Luís Fernando, mas é cortejada por Barreto, amigo de seu pai e empreiteiro que trabalha na construção de Brasília, e Yolanda namora Murilo. Cristina passa a se envolver e casa com Luís Fernando, e Ana, com Barreto, causando relacionamentos infelizes.

## Elenco
Segue a relação de atores integrantes do elenco principal ou que fizeram participação especiais na telenovela:
| Intérprete          | Personagem                         |
| ------------------- | ---------------------------------- |
| Cláudio Marzo       | Álvaro Galhardo                    |
| Susana Vieira       | Marta Ribeiro                      |
| Joana Fomm          | Fausta Guimarães Lopes             |
| Rubens de Falco     | Nestor Barreto (Barreto)           |
| Myrian Rios         | Ana Galhardo                       |
| Myrian Rios         | Eugênia Galhardo                   |
| Paulo Castelli      | Luís Fernando Godoi Viana          |
| Carla Marins        | Cristina Galhardo                  |
| Sandra Bréa         | Glória Müller / Condessa Von Trupp |
| Thaís de Campos     | Yolanda Galhardo                   |
| Maurício Mattar     | Murilo Ribeiro                     |
| Regina Restelli     | Bette Nigri                        |
| Antônio Calloni     | Augusto Pronto Lopes (Pronto)      |
| Denise Fraga        | Amália Godoi Viana (Lalinha)       |
| Guilherme Leme      | Jonas (Alligator)                  |
| Mila Moreira        | Olímpia Soares Sampaio (Mumu)      |
| Herval Rossano      | Antenor de Souza / Antenor Menezes |
| Jacira Sampaio      | Edith (Bá)                         |
| Rodolfo Bottino     | Evaristo de Pádua                  |
| Jonas Mello         | Livramento                         |
| Armando Bógus       | Gabriel Alencastro                 |
| Jacqueline Laurence | Charlotte Du Pomp                  |
| Norma Blum          | Carmem Godoi Viana                 |
| Henrique César      | Almirante Osório Godoi Viana       |
| Riva Nimitz         | Júlia                              |
| Germano Filho       | Manoel                             |
| Guilherme Corrêa    | Antônio                            |
| Carla Daniel        | Mara                               |
| Guido Brunini       | Júlio                              |
| Antônio Gonzales    | Armando Teles                      |
| Cláudia Lira        | Orsina                             |
| Eri Johnson         | Canguru                            |
| Hugo Gross          | João Mário Madureira               |
| Andréa Avancini     | Rita de Cássia (Ritinha)           |
| Neco Vila Lobos     | Beto                               |
| Luca de Castro      | Esteves Rubino                     |
| Antônio Pedro       | Marciano                           |
| Joyce de Oliveira   | Miou                               |
| Felipe Fonseca      | Tavinho                            |

### Participações Especiais
| Intérprete              | Personagem                                               |
| ----------------------- | -------------------------------------------------------- |
| Aguinaldo Rocha         | policial que flagra Pronto pegando uma mala com dinheiro |
| Andréa Murucci          | Solange                                                  |
| Catalina Bonaky         | senhora no velório de Barreto                            |
| Claudio Botelho         | da turma de Alligator                                    |
| Cláudio Corrêa e Castro | Giácomo Zambrini (Zambrini)                              |
| Colé Santana            | humorista no espetáculo de Bette Nigri                   |
| Dary Reis               | Siqueira                                                 |
| Domingos de Oliveira    | Matoso                                                   |
| Eduardo Paranhos        | policial                                                 |
| Elias Tuffy             | Adolfo                                                   |
| Fábio Sabag             | Phellippe                                                |
| Felipe Carone           | padre no casamento de Yolanda e Murilo                   |
| Fredman Ribeiro         | delegado                                                 |
| Fred Mayrink            | Felipe                                                   |
| Hélio Guerra            | assessor do secretário de segurança pública              |
| Hilton Gomes            | apresentador da festa de Condessa Von Trupp              |
| Ibanez Filho            | Embaixador Flores                                        |
| Ida Gomes               | dona de hotel                                            |
| Isaac Bardavid          | Dr. Meireles                                             |
| Isaac Bernat            | auxiliar de Livramento                                   |
| Jorge Cherques          | Jorge Bernardo Jó da Silva                               |
| José Cabral             | companheiro de jogo de Álvaro                            |
| Kiki Lavigne            | garota com quem Murilo mexe                              |
| Kléber Drable           | leiloeiro da casa de Álvaro                              |
| Leina Krespi            | Ana Maria                                                |
| Luciana Coutinho        | corista do show de Bette Nigri                           |
| Marcelo José Patelli    | Alcir                                                    |
| Marcelo de Barreto      | apresentador de telejornal                               |
| Marcelo Mattar          | Mosquito                                                 |
| Marcos Wainberg         | produtor da gravadora onde Mara faz um teste             |
| Maria Helena Pader      | mulher relacionada ao passado de Barreto                 |
| Maria Lúcia Dahl        | Hermínia Madureira                                       |
| Mário Petraglia         | Aimoré                                                   |
| Maurício do Valle       | proprietário do apartamento alugado a Marta              |
| Mirian Ayres            | Gisela                                                   |
| Natália Grimberg        | Lili                                                     |
| Norma Geraldy           | dona de restaurante                                      |
| Older Cazarré           | Dr. Pedro Henrique / Dr. Lírio                           |
| Paulo Pinheiro          | Carlinhos                                                |
| Regiana Antonini        | Clara                                                    |
| Renato Coutinho         | Roberto                                                  |
| Roberto Frota           | Daniel                                                   |
| Roberto Maya            | Orestes                                                  |
| Sérgio Mox              | Dr. Lírio                                                |
| Tereza Teller           | Zuleica                                                  |

## Produção
Baseando-se no romance Chama e Cinzas, de Carolina Nabuco, publicado e ambientado em 1947, Daniel Más transferiu o tempo de ação de Bambolê para 1958 pela repercussão da minissérie Anos Dourados, de Gilberto Braga, exibida na emissora em 1986, que também se passava na década de 1950, e criou personagens que não existiam no livro. Más contou com o auxílio de Braga e Silvio de Abreu no processo de criação da sinopse e de conclusão dos primeiros capítulos, e roteirizou a história com Ana Maria Moretzsohn sob consultoria de Flávio Monteiro. O título da telenovela, inicialmente chamada de O Jogador, é uma referência ao brinquedo, popular na época de sua ambientação, e ao jogo de cintura do protagonista Álvaro em driblar os valores morais da sociedade, dos quais era crítico.
As gravações de Bambolê foram realizadas em uma cidade cenográfica no bairro carioca Guaratiba, onde estavam localizados uma recriação de época de um quarteirão de Ipanema, a casa de Álvaro, o prédio de Marta, a área de lazer e o comércio. As cenas em estúdio foram feitas na Cinédia, e o exterior da casa de Fausta, filmado em Jacarepaguá. Além dos cenários, foram reproduzidos acessórios e figurinos característicos da década de 1950.
Em dezembro de 1987, enquanto Bambolê estava em produção, o ator Cláudio Marzo, intérprete de Álvaro, acidentou-se de carro, ficando afastado das gravações durante cerca de um mês. Ao retornar, usando muletas, foi aproveitada na trama sua condição de pouco se movimentar, participando minimamente de algumas cenas sentado. Na história, o personagem ausentou-se devido, também, a um acidente, sofrido em Buenos Aires.

## Exibição
Foi reprisada na íntegra pelo Viva de 28 de novembro de 2022 a 16 de junho de 2023, substituindo Pão-Pão, Beijo-Beijo e sendo substituída por O Sexo dos Anjos na faixa das 14h40, com reprise às 0h30 e reapresentação dos capítulos de cada semana aos domingos, na faixa das 23h30.

### Outras Mídias
Em 17 de julho de 2023, foi disponibilizada na íntegra pelo Globoplay, como parte do Projeto Resgate.

## Música
A trilha sonora de Bambolê foi lançada pela gravadora Som Livre em dois discos de vinil, em que foram mescladas músicas brasileiras e estrangeiras, prática diferente da adotada para as telenovelas da Globo, cujos temas nacionais eram distribuídos em um LP primeiro e internacionais em outro depois. O produtor musical da trilha Sérgio de Carvalho explicou, ao livro Teletema: A História da Música Popular Através da Teledramaturgia Brasileira, de Guilherme Bryan e Vincent Villari, publicado em 2014, que "não poderia esperar três meses" pela trama apresentar uma canção internacional, que "tinha que estar de cara para o núcleo jovem" da história. Além dos dois volumes, Bambolê contou com músicas da bossa nova interpretadas pela personagem Mara, que se lança como cantora na trama, vivida por Carla Daniel.

### Bambolê
| Lado A |                                           |                                                         |                             |                     |         |  |
| N.º    | Título                                    | Letras                                                  | Música                      | Tema                | Duração |  |
| 1.     | "Conquistador Barato"                     | Leo Jaime                                               | Leo Jaime                   | abertura            | 3:02    |  |
| 2.     | "An Affair To Remember (Our Love Affair)" | Harold Adamson, Leo McCarey, T. Chandler e Harry Warren | Nat King Cole               | Ana e Luís Fernando | 2:58    |  |
| 3.     | "Você"                                    | Roberto Menescal e Ronaldo Bôscoli                      | Dick Farney e Norma Bengell | Marta               | 2:28    |  |
| 4.     | "(You've Got) Personality"                | Lloyd Price e Harold Logan                              | Lloyd Price                 | Yolanda             | 2:25    |  |
| 5.     | "Desafinado"                              | Antônio Carlos Jobim e Newton Mendonça                  | Gal Costa                   | Álvaro              | 2:58    |  |
| 6.     | "You Are My Destiny"                      | Paul Anka                                               | Paul Anka                   | Luís Fernando       | 2:43    |  |
| 7.     | "Coisa Mais Linda"                        | Carlos Lyra e Vinicius de Moraes                        | Caetano Veloso              | Ana                 | 3:10    |  |
| 8.     | "La Vie En Rose"                          | Edith Piaf e Pierre Louiguy                             | Louis Armstrong             | Mumu                | 3:20    |  |

| Lado B |                                           |                                                      |                        |                             |         |  |
| N.º    | Título                                    | Letras                                               | Música                 | Tema                        | Duração |  |
| 1.     | "In The Mood"                             | Joe Garland                                          | Glenn Miller Orchestra | Fausta                      | 3:29    |  |
| 2.     | "Eu Sei que Vou Te Amar"                  | Antônio Carlos Jobim e Vinicius de Moraes            | Carla Daniel           | Álvaro e Marta              | 3:52    |  |
| 3.     | "Mack, The Knife"                         | Kurt Weill e Bertold Brecht                          | Bobby Darin            | Glória Müller e Bette Nigri | 3:00    |  |
| 4.     | "Festa do Amor"                           | Michael Sullivan e Paulo Massadas                    | Patrícia Marx          | Cristina                    | 3:42    |  |
| 5.     | "The Great Pretender"                     | Buck Ram                                             | The Platters           | Pronto e Lalinha            | 2:30    |  |
| 6.     | "Ela é Carioca / Rio / Garota de Ipanema" | Jobim e Moraes / Menescal e Bôscoli / Jobim e Moraes | Roberto Menescal       | núcleo de Ipanema           | 3:54    |  |
| 7.     | "Jailhouse Rock"                          | Jerry Leiber e Mike Stoller                          | Elvis Presley          | Murilo                      | 2:25    |  |
| 8.     | "Canta Brasil"                            | David Nasser e Alcyr Pires Vermelho                  | Ângela Maria           |                             | 3:46    |  |

### Bambolê II
| Lado A |                                   |                                           |                         |           |         |  |
| N.º    | Título                            | Letras                                    | Música                  | Tema      | Duração |  |
| 1.     | "See You Later, Alligator"        | Bobby Charles                             | Bill Haley & His Comets | Alligator | 2:12    |  |
| 2.     | "Eu Não Existo Sem Você"          | Antônio Carlos Jobim e Vinicius de Moraes | Maysa                   | Fausta    | 3:12    |  |
| 3.     | "Blue Moon"                       | Richard Rodgers e Lorenz Hart             | The Marcels             |           | 2:16    |  |
| 4.     | "Olhos Castanhos"                 | Alves Coelho Filho                        | Francisco José          |           | 2:40    |  |
| 5.     | "Nel Blu Dipinto Di Blu (Volare)" | Franco Migliacci e Domenico Modugno       | Domenico Modugno        | Yolanda   | 3:34    |  |
| 6.     | "Que Será"                        | Marino Pinto e Mário Rossi                | Dalva de Oliveira       |           | 2:26    |  |
| 7.     | "Next Door To An Angel"           | Neil Sedaka e Howard Greenfield           | Neil Sedaka             |           | 2:23    |  |
| 8.     | "Tequila"                         | Danny Flores                              | Sílvio Mazzuca          | Álvaro    | 2:46    |  |
| 9.     | "Donna"                           | Ritchie Valens                            | Ritchie Valens          |           | 2:23    |  |

| Lado B |                         |                                  |                      |       |         |  |
| N.º    | Título                  | Letras                           | Música               | Tema  | Duração |  |
| 1.     | "Puppy Love"            | Paul Anka                        | Paul Anka            |       | 2:43    |  |
| 2.     | "Vivo Sonhando"         | Antônio Carlos Jobim             | Sylvia Telles        | Marta | 2:22    |  |
| 3.     | "Wake Up, Little Susie" | Boudleaux Bryant e Felice Bryant | Everly Brothers      |       | 2:00    |  |
| 4.     | "Balada Triste"         | Dalton Vogeler e Esdras Silva    | Agostinho dos Santos |       | 3:24    |  |
| 5.     | "True Fine Mama"        | Richard Penniman                 | Little Richard       |       | 2:12    |  |
| 6.     | "Cabecinha no Ombro"    | Paulo Borges                     | Alcides Gerardi      |       | 2:45    |  |
| 7.     | "Moon River"            | Johnny Mercer e Henry Mancini    | Andy Williams        | Ana   | 2:42    |  |
| 8.     | "Mulher de Trinta"      | Luís Antônio                     | Miltinho             |       | 2:45    |  |
| 9.     | "Little Star"           | Arthur Venosa e Vito Picone      | The Elegants         |       | 2:36    |  |